# Vincent Lavoie (entrepreneur)
 (juillet 2025).
La mise en forme du texte ne suit pas les recommandations de Wikipédia : il faut le « wikifier ».
Les points d'amélioration suivants sont les cas les plus fréquents. Le détail des points à revoir est peut-être précisé sur la page de discussion.
- Les titres sont pré-formatés par le logiciel. Ils ne sont ni en capitales, ni en gras.
- Le texte ne doit pas être écrit en capitales (les noms de famille non plus), ni en gras, ni en italique, ni en « petit »…
- Le gras n'est utilisé que pour surligner le titre de l'article dans l'introduction, une seule fois.
- L'italique est rarement utilisé : mots en langue étrangère, titres d'œuvres, noms de bateaux, etc.
- Les citations ne sont pas en italique mais en corps de texte normal. Elles sont entourées par des guillemets français : « et ».
- Les listes à puces sont à éviter, des paragraphes rédigés étant largement préférés. Les tableaux sont à réserver à la présentation de données structurées (résultats, etc.).
- Les appels de note de bas de page (petits chiffres en exposant, introduits par l'outil «  Source ») sont à placer entre la fin de phrase et le point final[comme ça].
- Les liens internes (vers d'autres articles de Wikipédia) sont à choisir avec parcimonie. Créez des liens vers des articles approfondissant le sujet. Les termes génériques sans rapport avec le sujet sont à éviter, ainsi que les répétitions de liens vers un même terme.
- Les liens externes sont à placer uniquement dans une section « Liens externes », à la fin de l'article. Ces liens sont à choisir avec parcimonie suivant les règles définies. Si un lien sert de source à l'article, son insertion dans le texte est à faire par les notes de bas de page.
- La présentation des références doit suivre les conventions bibliographiques. Il est recommandé d'utiliser les modèles {{Ouvrage}}, {{Chapitre}}, {{Article}}, {{Lien web}} et/ou {{Bibliographie}}. Le mode d'édition visuel peut mettre en forme automatiquement les références.
- Insérer une infobox (cadre d'informations à droite) n'est pas obligatoire pour parachever la mise en page.

Pour une aide détaillée, merci de consulter Aide:Wikification.
Si vous pensez que ces points ont été résolus, vous pouvez retirer ce bandeau et améliorer la mise en forme d'un autre article.
 (juillet 2025).
Motif : absence de sources secondaires pérennes, centrées, indépendantes et de qualité. confusion entre notoriété de l'entreprise et cette du dirigeant. notoriété manifestement trop locale.
- Archive Wikiwix
- Bing
- Cairn
- DuckDuckGo
- E. Universalis
- Gallica
- Google
- G. Books
- G. News
- G. Scholar
- Persée
- Qwant
- (zh) Baidu
- (ru) Yandex
- (wd) trouver des œuvres sur Wikidata

| 1. | Préciser le motif de la pose du bandeau. | Précisez le motif de la pose du bandeau en utilisant la syntaxe suivante : {{admissibilité à vérifier\|date=juillet 2025\|motif=remplacez ce texte par le motif}}                                  |
| 2. | Informer les utilisateurs concernés.     | Pensez à avertir le créateur de l'article, par exemple, en insérant le code ci-dessous sur sa page de discussion : {{subst:avertissement admissibilité à vérifier\|Vincent Lavoie (entrepreneur)}} |

Pour les articles homonymes, voir Vincent Lavoie et Lavoie.
Vincent Lavoie (né le 16 avril 1999) est un entrepreneur québécois. Il est principalement connu pour avoir fondé l'entreprise Le Saint-Crème, un établissement qui regroupe une crèmerie, un restaurant et un hôtel situé dans l'ancienne église Sainte-Marie-de-l'Isle-Maligne à Alma, au Québec. Le projet a pour objectif de donner une nouvelle vocation à un bâtiment patrimonial tout en conservant son architecture d'origine,.

## Biographie
Avant de lancer Le Saint-Crème, Vincent Lavoie a travaillé dans les domaines de l'esthétique automobile et de l'immobilier. En 2022, à l'âge de 22 ans, il fait l'acquisition de l'église Sainte-Marie-de-l’Isle-Maligne et amorce sa transformation en bar laitier. Par la suite, des services d’hébergement et de restauration sont ajoutés au concept initial,.
Le projet a nécessité un investissement estimé à 2,3 millions de dollars, soutenu par des partenaires, dont Jean-Denis Toupin de l'entreprise Proco. En l'espace de trois ans, Le Saint-Crème est passé de deux à une trentaine d'employés.

## Distinctions
- 2020 : Médaille du lieutenant-gouverneur pour la jeunesse
- 2023 : Grand prix de l’entrepreneuriat jeunesse lors du gala national du Défi OSEntreprendre[7]
- 2024 : Prix pour la réutilisation d’un bâtiment patrimonial, remis par le Conseil du patrimoine religieux du Québec[8]
- 2024 : Personnalité masculine de l’année, Chambre de commerce et d'industrie Lac-Saint-Jean Est[9]